# شهرستان استاریتسکی
شهرستان استاریتسکی (به لاتین: Staritsky District) یک شهرستان در روسیه است که در استان تور واقع شده‌است.